# Estelle
Estelle Fanta Swaray (*18. ledna 1980) je anglická zpěvačka a producentka známá jako Estelle.
Debutovala albem The 18th Day, jež si i částečně produkovala. Průlomová byla deska Shine obsahující úspěšný singl „American Boy“, ve němž hostuje Kanye West. Za rok 2008 obdržela mnoho nominací, mj. na Objev roku, Nejlepší album nebo píseň „American Boy“. Ta v roce 2009 vyhrála cenu Grammy, nominace rovněž proměnila na MOBO Awards, UMA awards a World Music Awards. Je také hlasem Garnet v americkém kresleném seriálu Steven Universe stanice Cartoon Network a nazpívala úvodní znělku „We'll Be There“ dalšího jejich seriálu, Mezi námi medvědy.

## Diskografie

### Studiová alba
- 2004: The 18th Day
- 2008: Shine
- 2012: All Of Me

### Singly
- 2004: „1980“
- 2004: „Free“
- 2005: „Go Gone“
- 2005: „Dance With Me“ (remix)
- 2007: „Wait a Minute (Just a Touch)“
- 2008: „American Boy“ (feat. Kanye West)
- 2008: „No Substitute Love“
- 2008: „Pretty Please (Love Me)“ (feat. Cee-Lo)
- 2008: „Come Over“ (Remix) (feat. Sean Paul)